# Jean Gerbino
Jean Gerbino est un maître céramiste français né le 27 mars 1876 à Santo Stefano di Camastra dans la province de Messine en Sicile et mort le 6 décembre 1966. Son travail fait partie de l'appellation poterie de Vallauris qui regroupe la production céramique des ateliers et manufactures installés dans la région à partir de la fin du XIXe siècle.

## Biographie
Issu d’une famille de potiers siciliens, Jean Gerbino travaille dès l’âge de dix ans dans une fabrique voisine. En 1902, il arrive en France et est employé comme tourneur chez les Massier à Vallauris. 
En 1905, en Algérie, il crée son propre atelier à Maison-carrée (XVIIIe arrondissement d'Alger). Puis il revient en France et va travailler chez Pichon à Uzès. Il est de retour à Vallauris en 1919. Il y travaillera - entre autres - chez les Massier.
Jean Gerbino est naturalisé Français le 9 février 1928.
Il entreprend alors des recherches pour un procédé tout à fait particulier et original de mosaïque pour ses céramiques, qui lui ont demandé une quinzaine d'années de travail pour la mise au point définitive de «terres mosaïquées». En 1930, il s’installe comme artisan pour exploiter son idée et obtient le grand prix de Paris en 1931 (29e Concours Lépine). Il est régulièrement récompensé lors des nombreuses expositions auxquelles il participe jusqu'à sa mort en 1966.
Le secret de fabrication de ces mosaïques de terres se transmet de génération en génération et l’entreprise se perpétue jusqu'à nos jours. Son fils, Jean Antonin, a travaillé dans l’entreprise jusqu'à sa mort en captivité en 1944 . De 1943 à 1953, l’artiste travaille avec son gendre, Ange Joseph Capra, qui disparaît en 1953. Celui-ci est à l’origine de décors fins dans les tonalités bleues et vertes. Jean Gerbino forme alors son second gendre, Édouard Alziary, qui travaille à ses côtés jusqu'à son décès. Edouard Alziary dirige la fabrique de 1957 jusqu'au 31 décembre 1974. Puis Yvan Koenig(né en 1943), son gendre, qu'il a initié de 1971 à 1975, lui succède le 1er janvier 1975 et devient le propriétaire le 1er janvier 1980, pour fermer le 15 décembre 2003. En 2005, Muriel Koenig, fille d'Yvan et arrière-petite-fille de Jean Gerbino, ouvre son atelier à Vallauris  et continue la tradition pour la 4e génération en renouvelant les formes et les décors.
Depuis 1984, une avenue de Vallauris, près du stade,  porte son nom.
Une exposition de 300 pièces lui a été consacrée à Vallauris du 13 octobre 2007 au 6 janvier 2008.

## Le procédé Gerbino

### Histoire de la technique du nériage
La technique du nériage (du japonais nerikomi - prononcer néri-agué - signifiant mélange) a été mise au point par les potiers chinois entre les VIe et VIIIe siècles (dynastie Tang) qui se procuraient des limons colorés au bord du Fleuve Jaune pour fabriquer des objets précieux en terres cuites marbrées mélangées pour les femmes de la noblesse. Jusqu'à l'époque Song (Xe-XIIIe siècles), les potiers fabriquent de petits objets utilitaires (brûle-parfums, presse-papiers, petits vases) et après le XIIIe siècle, ils préfèrent travailler la porcelaine et abandonnent les terres marbrées. Cette technique céramique a été utilisée en Égypte, en Chine et par les Romains.
À la mi-XVIIIe siècle, dans l'Angleterre baroque, la société Josiah Wedgwood et d’autres petits ateliers de poterie utilisent les argiles de couleur (articles marbrés et vases Portland qui constituent une réinterprétation d'une verrerie romaine). Au début de la période du Japon moderne, les expériences avec les argiles colorées évoluent vers les techniques de nériage (nerikomi) qui sont rapportées en Europe et en Amérique pendant la période de renaissance des arts japonais au XXe siècle, Mingei durant l'ère Meiji (on trouve quelques exemples également à la période Momoyama et Edo). En 1728, César Moulin, fils d'un potier d’Apt, apprend la technique en Angleterre et revient à l'atelier familial, où il crée en 1760 ses premières pièces en terre marbrée avec des terres rouges, brunes, vertes et blanches du Ventoux. En 1925, Léon Sagy, à Apt également, invente la technique des terres mêlées flammées avec une faïence fine.
Les terres marbrées sont aussi appelées terres mêlées ou nériage (ou encore porphyre et terre d'agate selon les fabriques). Plusieurs faïenceries reprennent cette technique au XIXe et au début du XXe siècle : Douai, Orléans, Sarreguemines, Thuir (près de Perpignan), Uzès et Vallauris. À Uzès, la famille Pichon se distingue par ses terres mêlées, puis à Vallauris, le céramiste Jean Gerbino invente une mosaïque de terres mêlées.
Un engouement pour cette technique céramique se produit dans les années 1979-95 à la suite d'une publicité. Les potiers anglais sont alors particulièrement créatifs dans leur utilisation, comme Thomas Hoadley, Curtis et Suzanne Benzle, Chris Campbell, Dorothy Fiebleman, Michael Haley et Susy Siegele. Une trentaine de faïenciers pratiquent cette technique en Europe aujourd’hui.

### Le travail de Jean Gerbino
Le procédé particulier dit "Gerbino" associe différentes techniques de mosaïque et de nériage (mélange de terres colorées). Les argiles de la faïence sont colorées dans la masse par des oxydes. Ces argiles sont assemblées à plat pour former des dessins. Les plaques sont mises en forme dans des moules. Dans le nériage, la variabilité de retrait des terres est une question majeure. Ce retrait se gère par l'ajout d'oxydes qui permettent d'établir un équilibre entre les différentes couleurs, à condition de maintenir une humidité aussi uniforme que possible des différentes argiles. Un séchage extrêmement lent est nécessaire. Après séchage, la pièce est cuite une première fois, recouverte d'un émail incolore puis cuite une seconde fois.
« Avec leur petit air hispano-mauresque, les céramiques de Jean Gerbino portent la marque de l'exotisme colonial des années 1930 qui les ont vus naître. Cette mode récurrente les remet au goût du jour. Mais avec le recul du temps, elles apparaissent aussi comme des curiosités intemporelles, dotées de fortes qualités décoratives. »(Revue Céramique & Verre, no 80, janvier/février 1995).
Avec et après Jean Gerbino, ses successeurs font évoluer le style. La technique attire d’autres créateurs, Yvan Koenig travaille à des réalisations avec des plasticiens et des designers, prouvant la richesse et l’actualité du procédé. Depuis 2006, Muriel Koenig poursuit l’œuvre en l’orientant à son tour dans de nouvelles directions.

## Galerie

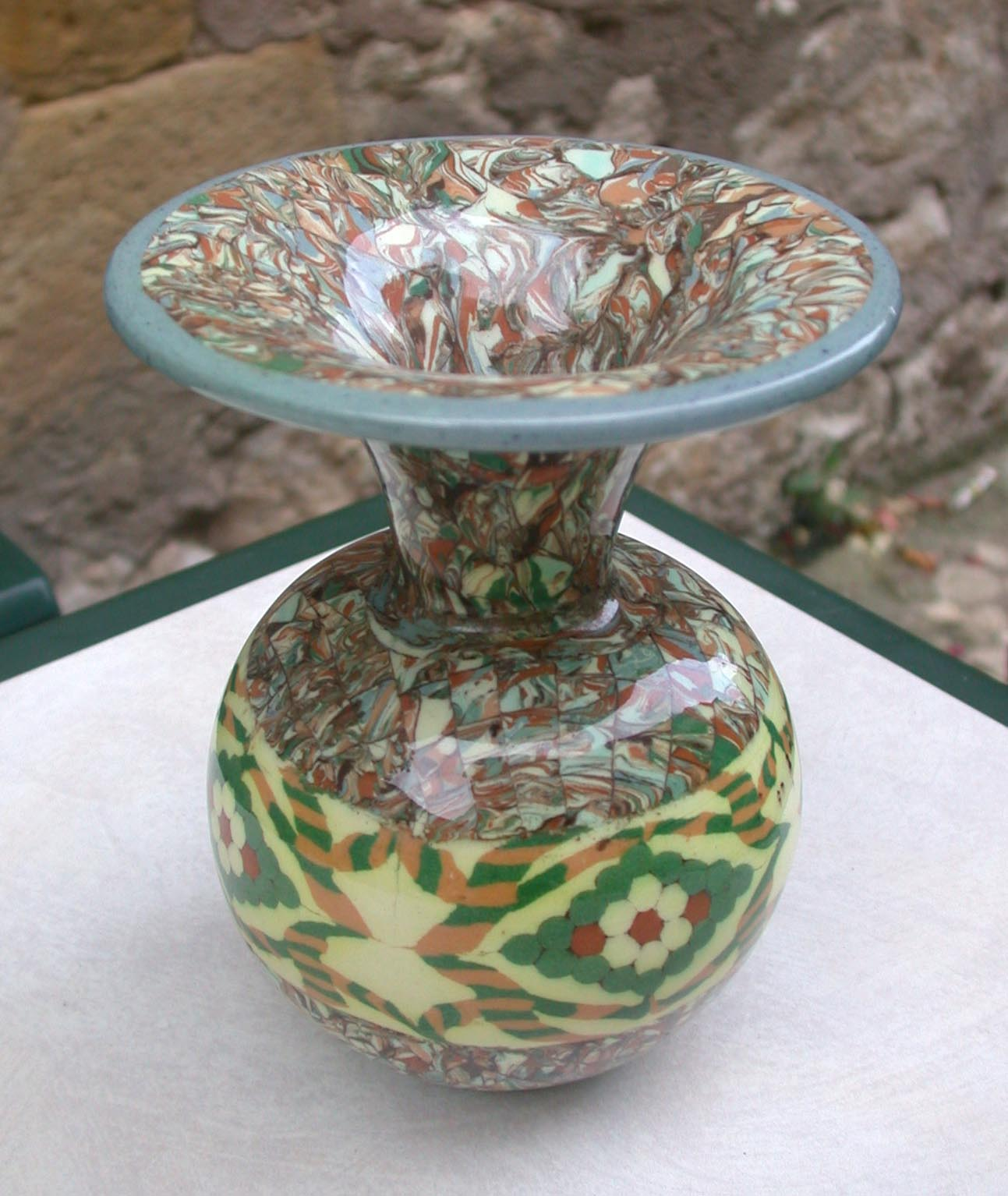
Vase Gerbino
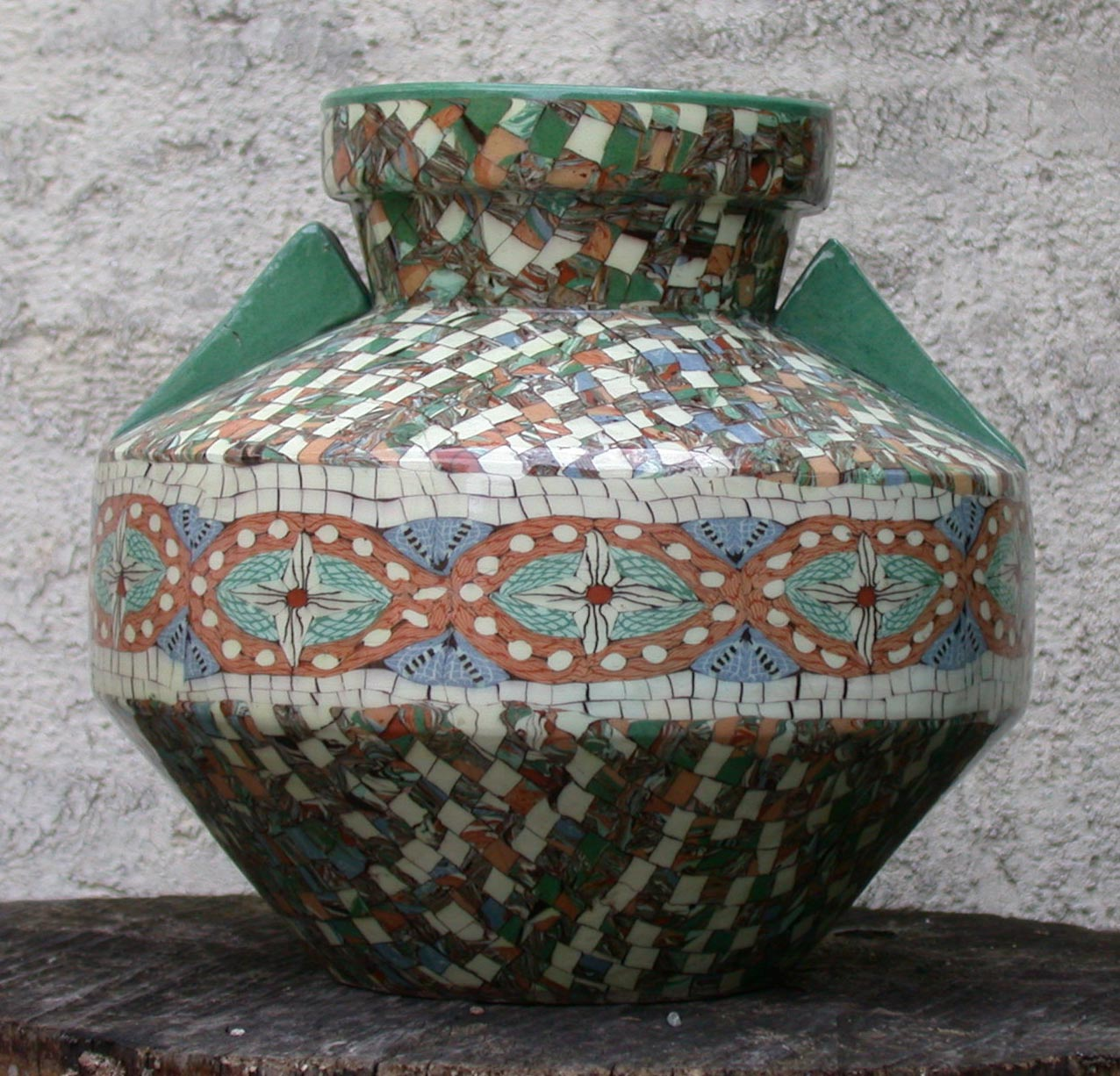
Vase Gerbino
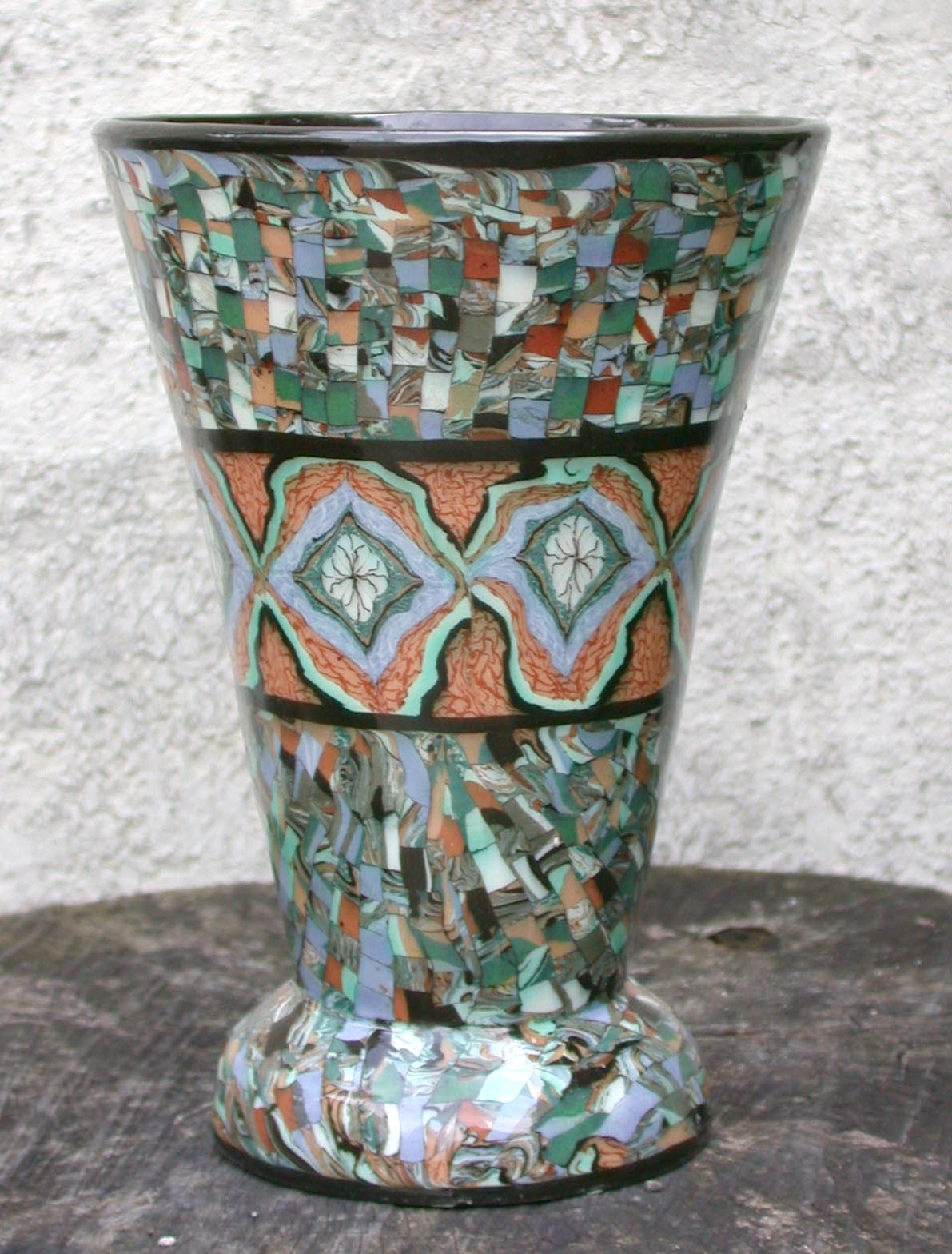
Vase Gerbino (création Gerbino sous la direction de Yvan Koenig)
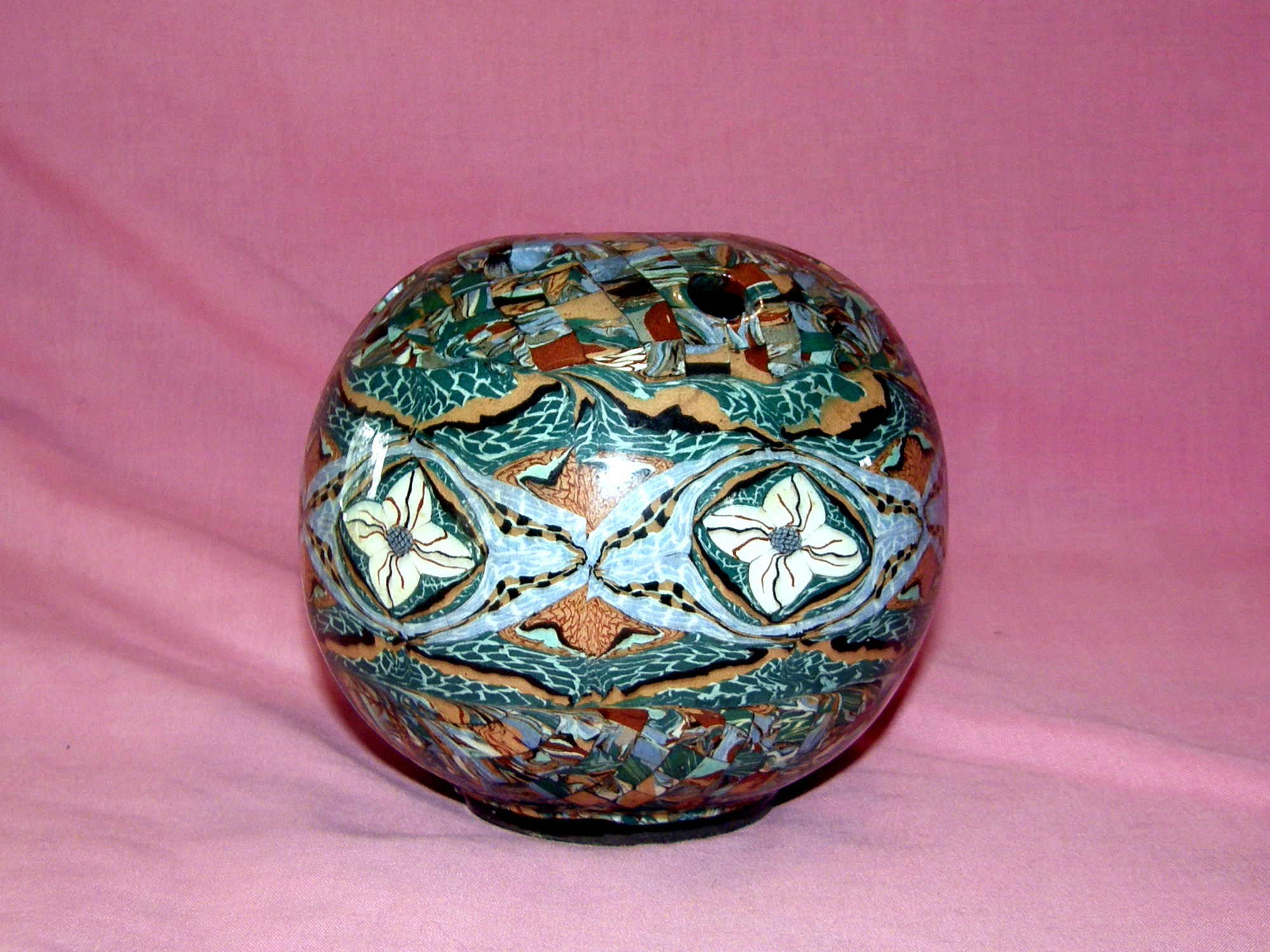
Pique fleur Gerbino

## Distinctions
- 1930 - Concours Lépine de Paris, diplôme d'honneur[12]
- 1931 - Concours Lépine de Paris, grand prix[1]
- 1931 - Concours Lépine de Toulouse, diplôme
- 1937 - Exposition internationale des Arts et Techniques, médaille d'argent
- 1937 - Officier d'Académie (Ordre des Palmes académiques)[13]
- 1941 - Exposition de l'Artisanat à Lyon, diplôme d'honneur
- 1942 - Exposition de l'Artisanat à Marseille, diplôme
- 1942 - Exposition de l'Artisanat à Lyon, grand diplôme d'honneur
- 1943 - Exposition de l'Artisanat à Nice, médaille de bronze
- 1958 - 1er Trophée de Paris
- 1960 - 1er Trophée de France de la Céramique
- 1962 - Chevalier de l'Ordre des Arts et des Lettres
- Médaillé comme Officier de l'Ordre du Mérite artisanal